# Pedro Aranaz
Pedro Felipe Aranaz y Vides (Tudela, 2 de mayo de 1740-Cuenca, 24 de septiembre de 1820) fue un compositor y maestro de capilla español.

## Vida
Comenzó su carrera musical como niño de coro en la basílica del Pilar de Zaragoza. Estudió primero con Luis Serra y posteriormente tras el fallecimiento de éste en 1758, lo hizo con Bernardo Miralles. Una vez terminado sus estudios comenzó a buscar trabajo como maestro de capilla, siendo rechazado en varias ocasiones, tal vez por su condición de seglar. Su primer intento fue en 1763 en Santo Domingo de la Calzada. En 1765 realiza varios viajes a Madrid donde compone varias tonadillas escénicas para los teatros públicos de la capital.
En 1769 y tras dos intentos fallidos, uno en la basílica del Pilar en 1766 y otro en Zamora en 1768, consigue ser nombrado maestro de capilla en la Catedral de Cuenca, donde permanece hasta su jubilación y posterior muerte.
En 1773 recibe las órdenes sacerdotales y deja la composición de tonadillas para centrarse en la música sacra. Aranaz es considerado como uno de los maestros más importantes de la época, siendo llamado como examinador en varias oposiciones a puestos catedralicios (León, 1770; Ávila, 1782; Granada, 1796 y Murcia en 1784). En 1786 se le ofrece la plaza de magisterio en Oviedo, pero la rechaza.
En 1797 se jubila, pero sigue colaborando como maestro jubilado en la capilla y en el colegio hasta su muerte en 1820.

## Obra
Su obra musical es muy extensa. De sus obras de carácter religioso se han conservado 45 misas, 190 motetes, 95 salmos, 35 lamentaciones, 30 responsorios, 16 magnificat, 15 himnos, 20 salves, 5 antífonas marianas, 2 oficios de difuntos, un juego de completas y villancicos. De todas estas obras, la mayor parte se guardan en el archivo de la Catedral de Cuenca.
Entre las tonadillas que escribió para los teatros públicos de Madrid, de las que se conservan 17, destacan La maja limonera (1765), La satisfacción de los amantes (1765), Dos payos y dos soldados (1766), El gallego (1767), El remedio de los locos (1769), El chasco del perro (1769), El chusco y la maja (1772).
Escribió también la música para la comedia Ipsipile, que al igual que sus tonadillas, se conservan en la Biblioteca Municipal de Madrid.